# Neotamias canipes
Tamias canipes
Espèce
Statut de conservation UICN

 LC  : Préoccupation mineure
Synonymes
- Tamia canipes

Neotamias canipes est une espèce de mammifère rongeur de la famille des Sciuridae. Ce tamia du genre Neotamias est endémique du Nouveau-Mexique et des Sierra Diablo et des Montagnes Guadalupe dans la région Trans-Pecos du Texas aux États-Unis,. Ils se distinguent par la coloration dorsale grisâtre unique sur les pattes arrière, d'où le nom anglais de Gray-footed chimpunk « Tamia à pieds gris ». Ils montrent un dimorphisme sexuel, et la femelle est plus grande que le mâle.

## Taxonomie
Le nom d'espèce vient du latin cantitia, signifiant "gris", et pes, signifiant "pied".
N. canipes était autrefois considéré comme une sous-espèce du le tamia à cou gris (N. cinereicollis), mais il a été élevé au rang d'espèce en 1960.
Il existe deux sous-espèces de N. canipes :
- Neotamias canipes canipes, d'abord considérée comme une sous-espèce de N. canipes en 1960[8], la localité type de N. canipes étant celle de N. c. canipes[5].
- Neotamias canipes sacramentoensis, dont la localité type se trouve dans les Sacramento Mountains du Nouveau-Mexique à une altitude de 2,743 m[5]. Il a été décrit pour la première fois en 1960[8]. Son air de répartition est plus petite que celle de N. c. canipes. Le baculum a un corps caverneux plus court que N. c. canipes de 3.23 mm, avec une base large ; l'angle de l’organe et de la pointe est compris entre 112 et 121°[5].

## Description
Ce tamia est communément caractérisé par la coloration dorsale grise des pattes arrière, d'où le nom vernaculaire en anglais. Le pelage est grisâtre ; les parties latérales de la tête sont marqués de cinq bandes brunes et quatre blanches. Seules trois bandes brunes et deux blanches se trouvent sur les flancs, le dos comportant des bandes noires ou brunes. La face dorsale de la queue est de couleur noire, et le dessous est d’un brun roussâtre. La région abdominale du pelage est blanche. Le pelage d’hiver ressemble à celui d'été, à l'exception d'une couleur plus grise sur le dos et d'un ton plus pâle sur les flancs. Comme les autres espèces de tamias, ils présentent un dimorphisme sexuel, où la femelle est plus grande que le mâle.
Étant donné que les caractéristiques physiques varient entre les populations, leur poids est généralement compris entre 65 and 75g. Dans les Sacramento Mountains, la longueur totale varie entre 22,7 et 26,4 cm, la longueur des pattes arrière varie entre 34 et 36 mm, et la longueur de la queue est estimée entre 9,1 et 10,8 cm. Cependant, dans les Guadalupe Mountains du Texas et les White Mountains du Nouveau-Mexique, la longueur totale varie entre 21 et 25 cm, la longueur des pattes arrière varie de 32 à 35 mm, et la longueur de la queue entre 9,2 et 11,5 cm,,.
La formule dentaire de cette espèce est {\displaystyle {\frac {1.0.2.3}{1.0.1.3}}}, ce qui signifie qu'ils ont deux incisives, pas de canines, quatre prémolaires, et six molaires pour les dents supérieures. Les dents inférieures sont identiques sauf qu'elles n'ont que deux prémolaires. Ils ont 22 dents au total.
Le tamia a un caryotype de "A".

## Distribution et habitat

La région du Trans-Pecos sur la carte du Texas

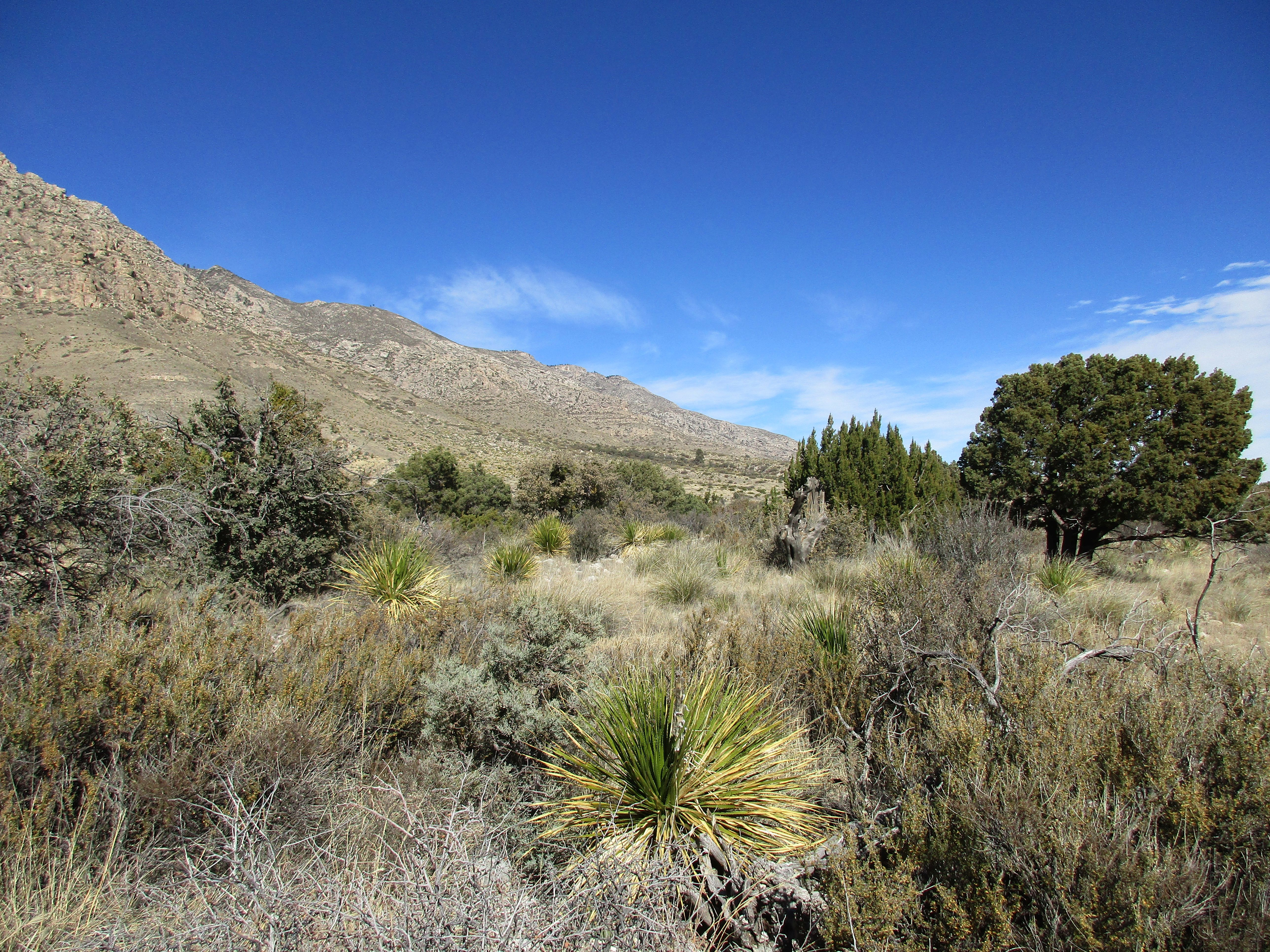
Les montagnes Guadalupe du Texas

Ces tamias sont originaires des chaînes de montagnes du Sud-Est du Nouveau-Mexique telles que les Sacramento, Gallinas, et Jicarilla. Ils se trouvent également dans les chaînes de montagnes du Texas telles que les Guadalupe dans la région Trans-Pecos,. Les tamias se trouvent principalement à des altitudes de 1,600 à 3,600 m, mais ont été enregistrés à des altitudes plus basses. La localité type se situe dans les Guadalupe Mountains, à 2,133 m au-dessus du niveau de la mer.
L'habitat préféré sont les forêts de conifères avec une abondance de pins et de sapins, les forêts de pin et de genévrier, et les flancs de collines rocheux. Pour la nidification et pour éviter la prédation, ils préfèrent les zones avec une abondance d'arbres tombés et de crevasses rocheuses,.
La taille du territoire n'a pas été rapportée chez cette espèce, mais peu d'espèces de tamias ont des territoires dépassant 1 hectare. Les naturalistes supposent que le territoire varie de 0,2 à 4,0 hectares. Il est probable que les tamias soient territoriaux et quelque peu sédentaires.
Les populations mondiales de ces tamias sont inconnues, cependant, il est estimé que le nombre dépasserait probablement 100 000 individus.

## Régime alimentaire

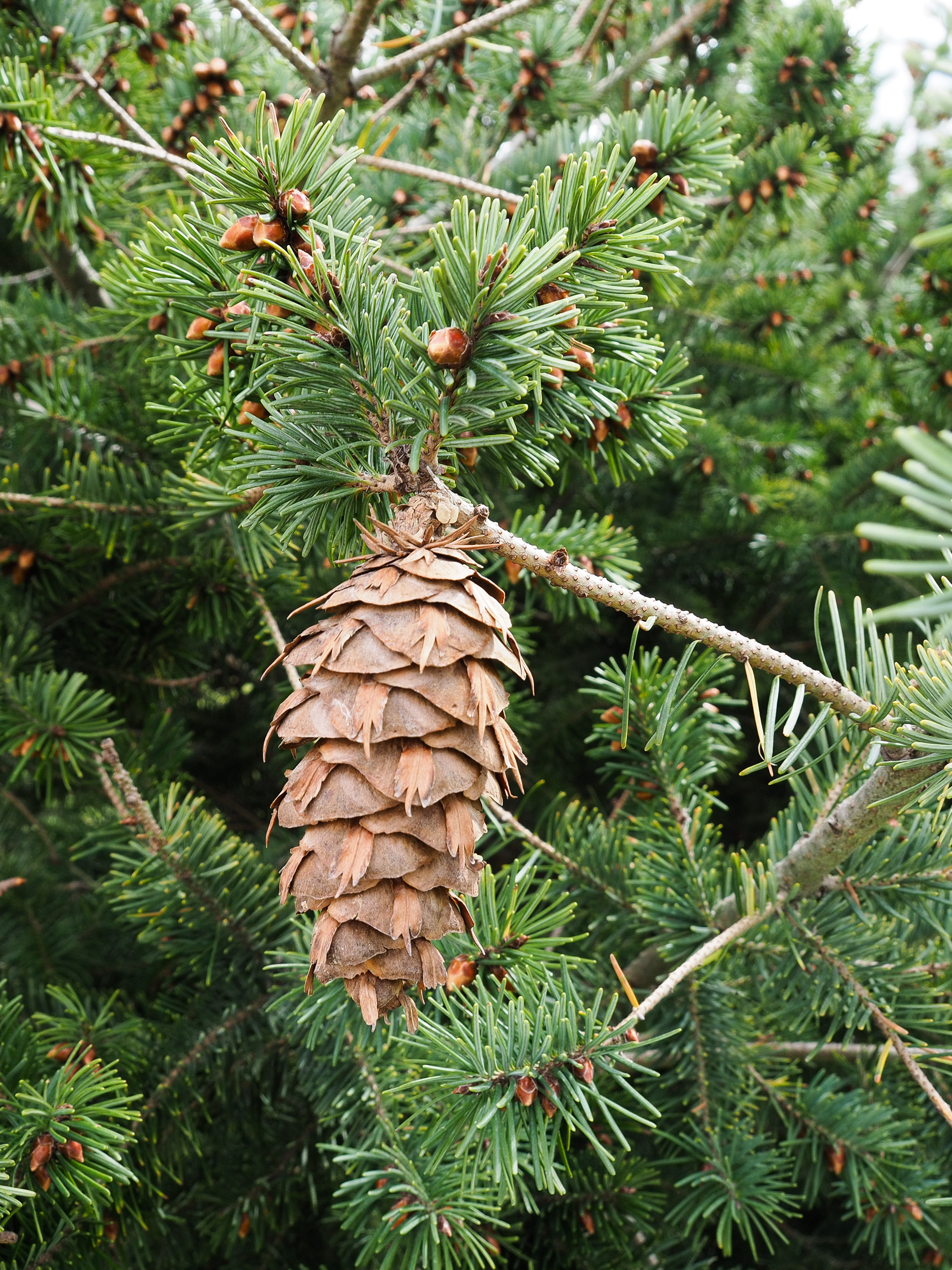
Cônes de Douglas

Comme tout les tamias, cette espèce est omnivores à tendance granivore : leur régime alimentaire se compose de glands, de graines de sapin de Douglas, de groseilles, de champignons, de baies de genévrier, et d'insectes.,, À la fin de l’été et au cours de l’automne, ils consomment principalement des glands en vue de leur torpeur hivernale, mais ne prennent généralement pas de poids. Au lieu de cela, ils dépendent des réserves de glands et d'autres graines (Abies, Picea, Pinus) pour survivre à l'hiver,.

### Prédateurs
De nombreux carnivores, y compris de nombreux rapaces comme l’autour des palombes, sont des prédateurs récurrents de ce tamia. Lorsqu'ils sont menacés, les tamias cherchent protection dans les crevasses rocheuses et les terriers, la couleur de leur fourrure leur permet parfois de se camoufler. Ils ont été trouvés pour grimper en train de grimper aux arbres pour chercher un abri.

## Reproduction
Les femelles donnent naissance à une portée d'environ quatre petits par an, entre mi-mai et août. Peu d'autres choses sont connues sur leurs habitudes de reproduction ; cependant, elles sont probablement similaires à celles des autres espèces de Neotamias. Il est probable qu'ils se reproduisent de manière polygyne. Après être sortis de l'hibernation, les femelles subissent un œstrus au printemps. Habituellement, la gestation dure un mois. La lactation dure généralement un à deux mois, bien que cela varie selon les espèces de Neotamias. Les mâles ne fournissent pas de soins parentaux ; la femelle élève ses petits dans un terrier ou un nid confectionné par ses soins, jusqu'à ce qu'ils puissent survivre seuls. À la fin avril, les jeunes deviennent généralement indépendants et sont capables de se reproduire l'année suivante. Les jeunes sont généralement matures au début de l'automne,.

## Comportement
Ce tamia est diurne, et surtout actif peu après l'aube, lorsqu'ils se nourrissent et cherchent de la nourriture. Il est principalement terrestre, et se trouve généralement dans les anfractuosités dans la roches et les troncs d’arbres jonchants le sol. Ils peuvent également trouver un abris dans les buissons, et certains ont été vu grimpant aux arbres pour trouver un abri.
Au cours de l’hiver, les tamias entrent dans ce qui s’apparente à une forme d’hibernation peu profonde, ressemblant à une torpeur, car contrairement à la plupart des mammifères hibernants, ils ne prennent pas de poids supplémentaire pour survivre à la saison froide et dépendent des réserves de nourriture pour se sustenter,. Ils sont des hétérothermes endothermes, ce qui signifie que la température corporelle diminue en hiver pendant la phase de repos, tandis qu’elle augmente pendant l'été lors de la saison de reproduction notamment. Ils sont également des homéothermes endothermes en raison de la stabilité relative de leur température corporelle pendant l'hibernation hivernale et l'activité estivale.

### Communication
La communication entre individus est réalisée par des sons de cri. Ces sons sont décrits en anglais comme des cris aiguës mais brefs : « chipper », ou bien des sortes de sons graves et saccadés « chuck-chuck-chuck ». Ils restent silencieux lorsqu'ils sont menacés, mais ils ont un appel d'alarme comme un son de "chipper" plus aigu dû aux courts intervalles des pics de vocalisation. Peu de choses sont connues sur la communication corporelle du tamia, mais d'autres membres de Neotamias communiquent via la position de la queue et du corps.